# Тюрьма Санте
Тюрьма Санте (фр. maison d'arrêt de la Santé, prison de la Santé, или la Santé) — пенитенциарное заведение в Париже, расположенное в 14-м административном округе, в южной части города. На сегодня это единственная тюрьма, оставшаяся в пределах французской столицы. Название, в переводе означающее буквально «здоровье», происходит от имени расположенной рядом парижской улицы.

## История
Санте была построена в 1867 г. по проекту архитектора Эмиля Водремера. В 1899 г., после упразднения пересыльного пункта Ла-Рокет в Санте стали помещать осужденных на каторгу или на смертную казнь. Перед тюрьмой на бульваре Араго приводились в исполнение смертные приговоры (до отмены публичной казни в 1939 году). Гильотина выкатывалась из тюрьмы по рельсам.
Во время второй мировой войны и немецкой оккупации здесь помимо уголовников содержались политические заключённые, в том числе участники Сопротивления и коммунисты. В 1941—1942 г. девять из них были казнены, о чём сейчас напоминают мемориальные доски на внешних стенах тюрьмы.

## Особенности
Тюремный комплекс имеет в плане трапециевидную форму. Северная стена выходит на бульвар Араго, восточная — на улицу Санте, южная — на улицу Жана Долана. Заключенные размещаются по корпусам (блокам) в зависимости от их национальной принадлежности. Так, в блоке A содержатся выходцы из Восточной Европы, в блоке B — чернокожие африканцы, в блоке C — арабы из Магриба, в блоке D — выходцы из других стран мира.

## Образ Санте в культуре
Название тюрьмы фигурирует во многих произведениях французских поэтов. Истории заключенных в Санте посвящён фильм «Дыра» (Le Trou, 1960, режиссёр Жак Беккер).
В тюрьме Санте сидел и не раз из неё сбегал знаменитый герой произведений французского писателя Мориса Леблана джентльмен-грабитель Арсен Люпен.

## Знаменитые заключённые
- Пьер-Анри Бюнель
- Виктор Львович Кибальчич
- Ильич Рамирес Санчес
- Рудольф Гильфердинг
- Иссэй Сагава
- Павел Горгулов
- Жан Жене
- Жак Мерин
- Марсель Петио
- Гийом Аполлинер
- Жак Феш
- Раймон Ле Бурре
- Самуил Шварцбурд